# Traktaten i Zarskoje Selo
Traktaten i Tsarskoje Selo (også Mageskiftetraktakten) var et dansk-russisk mageskifte af landområder i Holsten og Oldenburg. Traktaten gav Danmark garanti for besiddelsen af hele Slesvig og lovning på overdragelse af de gottorpske dele af Holsten. Den blev underskevet 27. august 1773 på slottet i Tsarskoje Selo (i den nuværende by Pusjkin) 24 km syd for Sankt Petersborg.

## Deltagere
Parterne i aftalen var
- Danske Monarki
- Den russiske kronprins Paul (senere zar Paul I af Rusland) i sin egenskab af regerende hertug af Holsten-Gottorp

## Forberedelse
Traktaten havde gennem flere år været genstand for forhandlinger mellem den danske regering og hertug Pauls mor (kejserinde Katharina II), der selv var datter af en gottorpsk prinsesse.
Fra dansk side var formålet med traktaten dels at få Holsten samlet under én fyrste og dels at bidrage til en løsning af de indviklede arveforhold i Det danske Monarki.

## Indhold
Traktaten var et mageskifte, hvor hertug Paul gav afkald på sin del af hertugdømmet Holsten mod at få overladt grevskaberne Oldenburg og Delmenhorst, der havde hørt til Det danske Monarki siden 1667. Hertug Paul overlod snart regentskabet i sine nye grevskaber til sin slægtning fyrstbiskoppen af Lübeck.
Traktaten er blevet betegnet som den største byttehandel (mageskifte) i 1700-tallets Europa.

## Følger for Rusland
Traktaten gjorde den russiske kejser tíl overhoved for fyrstehuset i landet Oldenburg. Derfor skulle ændringer af den oldenburgske tronfølgelov fremover godkendes i Sankt Petersborg. Efter russisk opfattelse gjaldt det samme i Holsten. Derfor kunne den senere kong Christian IX først blive dansk-holstensk tronarving, efter at kejseren havde godkendt ham.
Det russiske synspunkt blev understreget af, at de russiske kejsere helt frem til 1917 kaldte sig Regerende hertuger af Slesvig og Holsten.

## Følger for Oldenburg
I 1774 godkendte den tysk-romerske kejser Josef II, at Oldenburg og Delmenhorst blev slået sammen til hertugdømmet Oldenburg. I 1815 fik landet lov til at kalde sig storhertugdømme. Denne betegnelse var i brug i 1829-1918. Oldenburg, der var blevet republik i 1918, måtte i 1937 afstå det tidligere fyrstebispedømme Lübeck til Preussen.
I slutningen af 1800-tallet godkendte den russiske kejser, at hvis den storhertugelige slægt uddøde, skulle de titulære hertuger af Glücksborg være arvinger til Oldenburg.

## Følger for Danmark og Holsten
I 1851 godkendte den russiske kejser prins Christian af Glücksborg som arving til Holsten. Dette banede vej for, at han under navnet Christian 9. kom på den danske trone i 1863.
I 1937 blev det tidligere fyrstebispedømme Lübeck i Østholsten en del af det dengang preussiske Holsten.